# Viver
|  | Aquest article tracta sobre el municipi de l'Alt Palància (País Valèncià). Si cerqueu el poble del Berguedà (Principat de Catalunya), vegeu «Viver (Viver i Serrateix)». |

Viver, en xurro Vivel, és un municipi del País Valencià de la comarca de l'Alt Palància. Limita amb els municipis de Xèrica, Teresa, Toràs, Barraques, Pina i Benafer.

## Geografia
L'abundància de fonts (Ragudo, Pontón, La Chana, Morredondo, Ojos del Prado) i la presència del Palància i el barranc del Hurón al terme li donen el sobrenom de Viver de las Aguas. Els paratges més interessants són: el jaciment del Sargal, el bosc de Monleón, la Floresta, Peñas Rubias i la font de Sant Miquel, que proveïx d'aigua el poble. Per a practicar el senderisme hi ha diversos petits recorreguts i un tram del sender de gran recorregut GR 7. Al seu terme trobem el port del Ragudo, abans temut pels conductors, amb 1.007 m d'altitud.

### Nuclis de població
- Viver
- Aguas Blancas
- Masada del Sordo
- Masies de Parrela
- Masies del Crist
- Masies del Riu
- Masies d'El Ragudo

## Història
Ja en el Paleolític Superior hi hagué assentaments humans, tal com ho demostra el jaciment de les coves del Sargal. L'any 193 aC el romà Marc Ponci Cató va fundar Belsino, que poc després rebatejaria amb el nom de Vivarium. Pareix que en temps de Jaume I (1208-1276), qui la va ocupar en 1237, estava completament destruïda, malgrat això en 1244 la va declarar Reial Vila. En 1276 el rei concedí l'establiment de pobladors sarraïns el 1276, a l'alqueria de Fula. La vila es va repoblar amb cristians, principalment aragonesos, el 1367 quan el senyor de Xèrica, Joan Alonso, va concedir carta pobla motivada probablement en quedar despoblada per la pesta negra. Formava part del senyoriu de Xèrica, fins que l'any 1432 Francesc Zarzuela la va comprar a Berenguer de Requesens, que poc abans l'havia comprada a Joan de Navarra, juntament amb El Toro i Novaliches. En 1518 la va comprar el comte d'Aranda, qui en 1537 la va vendre a Ferran d'Aragó, duc de Calàbria, virrei de València. En morir el duc el 26 d'octubre de 1550, les seues possessions va heretar-les el monestir de Sant Miquel dels Reis, fundat per ell. L'any 1646 Viver va perdre el 54,8% de la població, fet explicat únicament per l'epidèmia de pesta i la greu crisi de producció. El 15 d'abril de 1814, coincidint amb les festes del seu patró, Sant Francesc de Paola, Ferran VII (1784-1833) va dinar a la Casa Consistorial del poble, a la seua tornada de França. El 2 de desembre de 1862 s'hi instal·là l'enllumenament públic. El 2 de març de 1873 es proclamà la I República al poble.

## Demografia
| 1900  | 1910  | 1920  | 1930  | 1940  | 1950  | 1960  | 1970  | 1981  | 1991  | 2000  | 2005  | 2006  | 2007  |
| ----- | ----- | ----- | ----- | ----- | ----- | ----- | ----- | ----- | ----- | ----- | ----- | ----- | ----- |
| 2.479 | 2.742 | 2.497 | 1.949 | 2.071 | 3.005 | 2.248 | 2.056 | 1.683 | 1.205 | 1.297 | 1.441 | 1.511 | 1.611 |

## Economia
La tradicional economia agrària hi ha anant quedant marginada pel sector servicis, ja que Viver és una típica localitat estiuenca, ja que l'estada de visitants dona impuls a eixe sector. Amb tot, la Cooperativa Agrícola elabora un excel·lent oli verge d'oliva. També hi ha alguna xicoteta indústria.

## Política i govern

### Composició de la corporació municipal
El Ple de l'Ajuntament està format per 9 regidors. En les eleccions municipals de 26 de maig de 2019 foren elegits 6 regidors del Partit Socialista del País Valencià (PSPV-PSOE) i 3 del Partit Popular (PP).
| Eleccions municipals de 26 de maig de 2019 - Viver                                                                            |                                          |                                     |                                     |        |          |          |
| Candidatura | Candidatura                              | Candidatura                         | Cap de llista                       | Vots   | Vots     | Regidors |
| | Partit Socialista del País Valencià-PSOE |                                     | Nieves Simón Campos                 | 583    | 66,63%   | 6 (+5)   |
| | Partit Popular                           |                                     | Amparo Carbó Mañes                  | 268    | 30,63%   | 3 (-2)   |
| | Altres candidatures                      |                                     |                                     |        |          | 0 ( -3)  |
| | Vots en blanc                            |                                     |                                     | 24     | 2,74%    |          |
| Total vots vàlids i regidors                                                                                                  | Total vots vàlids i regidors             | Total vots vàlids i regidors        | Total vots vàlids i regidors        | 875    | 100 %    | 9        |
| | Vots nuls                                | Vots nuls                           | Vots nuls                           | 29     | 3,21%    |          |
| Participació (vots vàlids més nuls)                                                                                           | Participació (vots vàlids més nuls)      | Participació (vots vàlids més nuls) | Participació (vots vàlids més nuls) | 904    | 73,74%** |          |
| Abstenció | Abstenció                                | Abstenció                           | Abstenció                           | 322*   | 26,26%** |          |
| Total cens electoral | Total cens electoral                     | Total cens electoral                | Total cens electoral                | 1.226* | 100 %**  |          |
| Alcaldessa: Nieves Simón Campos (PSPV) (15/06/2019) Per majoria absoluta dels vots dels regidors (6 vots de PSPV)             |                                          |                                     |                                     |        |          |          |
| Fonts: JEC, JEZ Sogorb, M. Interior, Periòdic Ara. (* No són vots sinó electors. ** Percentatge respecte del cens electoral.) |                                          |                                     |                                     |        |          |          |

### Alcaldes
Des de 2019 l'alcaldessa de Viver és Nieves Simón Campos, del Partit Socialista del País Valencià (PSPV-PSOE).
| Període                       | Alcalde o alcaldessa      | Partit polític | Data de possessió | Observacions |
| ----------------------------- | ------------------------- | -------------- | ----------------- | ------------ |
| 1979–1983                     | Francisco Martín Romero   | UCD            | 19/04/1979        | --           |
| 1983–1987                     | Manuel Juesas Moliner     | PSPV-PSOE      | 28/05/1983        | --           |
| 1987–1991                     | Alejandro Sirvent Cabañés | PSPV-PSOE      | 30/06/1987        | --           |
| 1991–1995                     | Miguel Mañes Bertolín     | PSPV-PSOE      | 15/06/1991        | --           |
| 1995–1999                     | Salvador Hernández Chulvi | PSPV-PSOE      | 17/06/1995        | --           |
| 1999–2003                     | Ismael Zarzoso Pradas     | PP             | 03/07/1999        | --           |
| 2003–2007                     | Francisco Campos Gallur   | PSPV-PSOE      | 14/06/2003        | --           |
| 2007–2011                     | Francisco Campos Gallur   | PSPV-PSOE      | 16/06/2007        | --           |
| 2011–2015                     | Patricio Gómez Gómez      | PSPV-PSOE      | 11/06/2011        | --           |
| 2015–2019                     | Vicente Martín Andreu     | PP             | 13/06/2015        | --           |
| 2019-2023                     | María Nieves Simón Campos | PSPV-PSOE      | 15/06/2019        | --           |
| Des de 2023                   | n/d                       | n/d            | 17/06/2023        | --           |
| Fonts: Generalitat Valenciana |                           |                |                   |              |

## Llocs d'interés

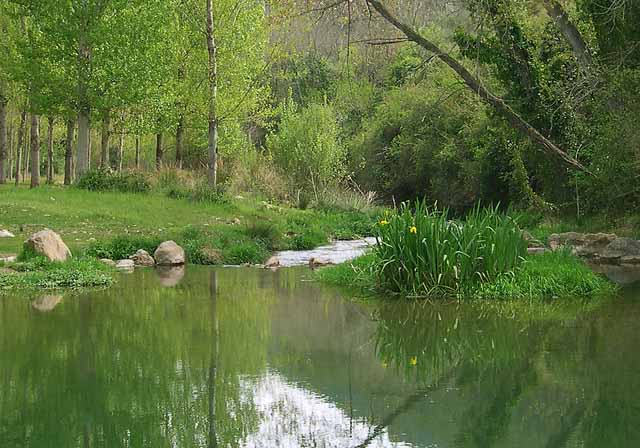
Paratge del Sargal amb el riu Palància

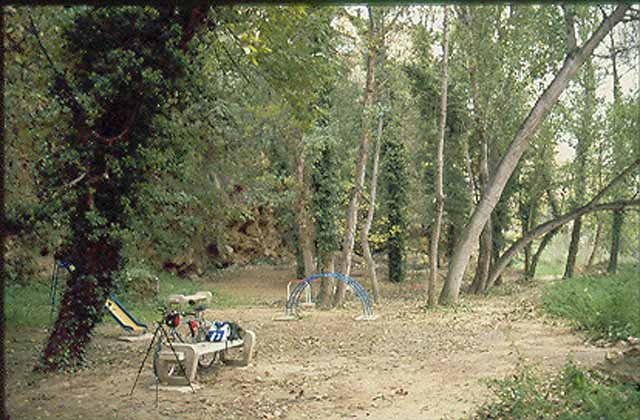
Parc La Floresta

- Bosc de Monleón. Bosc mediterrani.
- Coves del Sargal. Situat en el marge esquerre del Palància, es tracta d'un grup de coves que van servir d'abric als primers pobladors de la zona, des del Paleolític Superior fins al Neolític. Geològicament es van formar per l'acció de les aigües de la font del Pontón i conté formacions càrstiques d'interés.

- Parc La Floresta. Parc natural de 40.000 metres quadrats d'extensió, se situa en la llera del barranc Hurón, que travessa la població. Les parets del barranc, cobertes de falagueres i estalactites, les cases penjades, construïdes sobre elles, la variada i frondosa vegetació i les cascades i salts d'aigua, el convertixen en un paratge insòlit, esglaiador i bellíssim. Potser el nom de Viver va nàixer a la Floresta, atés que els romans, aprofitant la frescor del paratge i el corrent continu i abundant de les aigües de diverses deus, probablement van construir ací la seua Vivarium de peixos.
- Església de Nostra Senyora de Gràcia. Del segle xvii.

Temple de tres naus amb capelles laterals i creuer, presbiteri i capella de la comunió als peus. Conserva murals interessants i el campanar. En el conjunt arquitectònic que emmarca la pintoresca Plaça de l'Àngel destaca en primer lloc la Torre-Campanar de 25 metres d'altura. A les parets hi ha diverses làpides romanes i una escrita el 1608 per Francisco Diago en la qual assenyala la construcció de la torre i la canalització de l'aigua a la font de l'Assumpció. Exteriorment, consta d'una nau central amb creuer i contraforts. L'interior el temple és elegant, d'estil renaixentista, d'orde corinti, claustral, amb bons altars de fusta i alguns frescs de bona escola. Destaquen les pintures al fresc executades pel nostre paisà Rafael Posades.
En la parròquia es guarden algunes peces d'orfebreria com ara un copó del segle xviii, una naveta de plata del segle xvii, un calze del segle xviii, una custòdia del segle xvi amb escut de la vila. Destaca també la pica baptismal de 1568.
- Ermita de Sant Roc. Del segle xvii. Dominant el poble es troba l'ermita, enclavada a la part alta de la muntanya del mateix nom. Especialment important el dia 16 d'agost, ja que, en un clima festiu, els habitants es reunixen després de la tradicional pujada a la muntanya. Des d'allí s'aprecia un gran panorama del poble.

- Ermita i convent de Sant Francesc de Paula. Del segle xvii.

Amb decoració barroca. Es conserva el claustre del convent molt transformat i l'església conventual de 1605, amb decoració barroca on es venera el patró de la vila, Sant Francesc de Paula.
- Ermita de Santa Bàrbara.
- Torre de Viver. És d'origen àrab, encara que es diu que sobre fonaments romans. És una torre de maçoneria amb cos cilíndric que formava part del sistema defensiu del castell de Xèrica. Es troba en estat de ruïna.

- Torre ibera de Ragudo. Encara que es coneixen els seus orígens ibers –els seus fonaments són clarament d'aquesta època–, la seua construcció elevada presenta elements àrabs. Durant l'època musulmana va estar en ús com a torre de vigilància al servici de les fortaleses de Xèrica i Sogorb. Era de planta rectangular. Actualment conserva només la part inferior fins a una altura de 3 metres escassos.

- Font de l'Assumpció. Commemorativa de l'arribada de les aigües al municipi. Va ser instal·lada gràcies a l'historiador Francisco Diago en l'any 1608, i reformada en 1619. Va ser la primera font pública de Viver, d'estil barroc i aspecte de calze eucarístic, i està rematada per una imatge de l'Assumpció.

- Altres fonts urbanes. El Abrevadero, Sant Francesc, Mossèn Vilar, el Baile, Duc de Calabria, la Teja, el Garrón (safareig), Cazadores i el Chorrillo.

## Cultura
- Museu etnològic municipal.
- Unión Musical Santa Cecilia de Viver
- Falles. Dissabte següent al 19 de març (Sant Josep).
- Sant Antoni. El 17 de gener amb curses de caballs i altres actes típics.
- Sant Francesc de Paula. Se celebra el divendres de la segona setmana de Pascua, quan és típic menjar caldera d'arròs beneït.
- Festa de l'Oli. Se sol celebrar al juny, en el Parc de La Floresta. Hi acudixen més de 50 expositors, entre els quals hi ha comerços i associacions culturals locals. Està organitzada per l'Ajuntament i per la Cooperativa Oleícola de Viver. També compta amb diversos patrocinadors.
- Festes d'estiu. Se celebren en el mes d'agost amb actes religiosos (Romiatge a Sant Roc el 16 d'agost), revetles i bous al carrer.
- Festes patronals. Se celebren a la fi de setembre o el principi d'octubre en honor de Sant Miquel i de la Verge de Gràcia.

## Personatges il·lustres
- Francisco Diago, cronista major de la corona d'Aragó.